# パドニェフコ
パドニェフコ（Padniewko）は、ポーランドのクヤヴィ＝ポモージェ県にある村。2006年には村に400人の住民がいた。パドニェフコの名は12世紀に初めて文献に現れた。